# Ruta Nacional 33 (Argentina)
La Ruta Nacional 33 «Ruta del Desierto Dr. Adolfo Alsina» (Decreto n.º 3.961/1978) es una carretera de la República Argentina, que une la Ruta Nacional 3 en la ciudad de Bahía Blanca en la Provincia de Buenos Aires y la Avenida de Circunvalación de Rosario, en la provincia de Santa Fe. Su extensión es de 795 km, totalmente asfaltados.
Esta carretera une ciudades de gran producción industrial y agrícola-ganadera con dos de los puertos más importantes del país, lo que genera un gran cantidad de vehículos pesados en la ruta, que era alrededor del 50% del tránsito pasante en el año 2001.

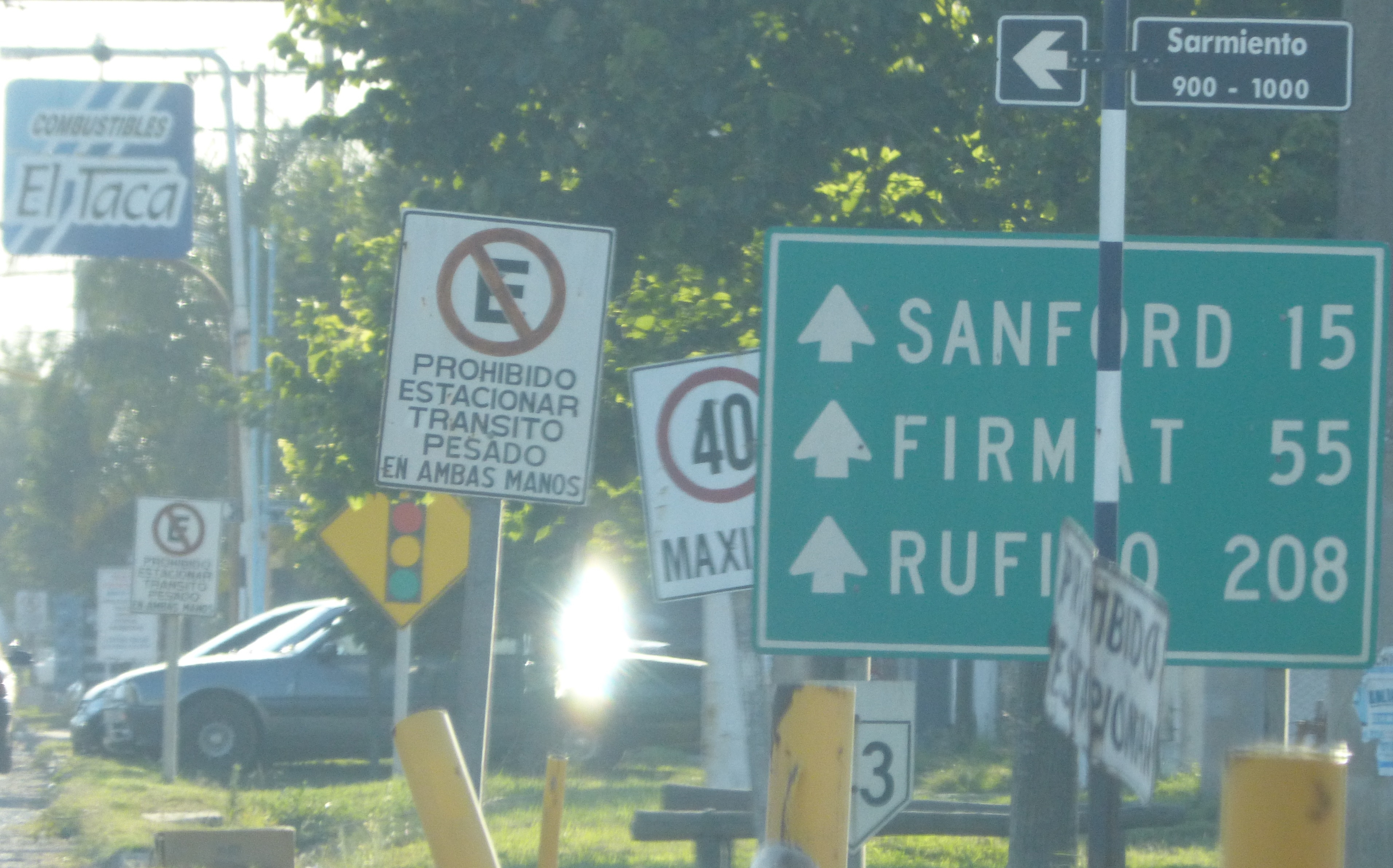
Ruta Nacional 33, tramo en el cual pasa por la ciudad de Casilda, a la altura de la calle Sarmiento.

## Ciudades
Las ciudades y pueblos por los que pasa esta ruta de sur a norte son los siguientes (los pueblos entre 500 y 5000 hab. figuran en itálica).

### Provincia de Buenos Aires
Recorrido: 512 km (kilómetro 0 a 512)
- Partido de Bahía Blanca (km 1-40): Bahía Blanca (kilómetro 0-8)
- Partido de Tornquist (km 40-75): Tornquist (km 74)
- Partido de Saavedra (km 75-158): Saavedra (km 108), Pigüé (km 132) y Acceso a Espartillar (km 158)
- Partido de Adolfo Alsina (km 158-163): no hay localidades de más de 500 hab.
- Partido de Guaminí (km 163-258): Guaminí (km 197), Casbas (km 232-234) y Garré (km 257)
- Límite entre los partidos de Tres Lomas y Trenque Lauquen (km 258-265): No hay localidades de más de 500 hab.
- Partido de Trenque Lauquen (km 265-349): Acceso a 30 de Agosto (km 282) y Trenque Lauquen (km 320)
- Partido de Rivadavia (km 349-408): Fortín Olavarría (km 364) y América (km 384)
- Partido de General Villegas (km 408-512): General Villegas (km 436), Piedritas y Cañada Seca (km 505)

### Provincia de Córdoba
Recorrido: 1 km (km 512 a 513)
- Departamento Presidente Roque Sáenz Peña (km 512-513): Sin localidades.

### Provincia de Santa Fe
Recorrido: 283 km (km 513 a 795)
- Departamento General López (km 513-689): Rufino (km 535), Amenábar (km 567), Sancti Spiritu (km 588), Venado Tuerto (km 632), Murphy (km 648) y Firmat (km 688)
- Departamento Constitución (km 689-694): no hay localidades de más de 500 hab.
- Departamento Caseros (km 694-749): Villada (km 702), Chabás (km 716-718) y Casilda (km 746-748)
- Departamento San Lorenzo (km 749-772): Pujato (km 759)
- Departamento Rosario (km 772-795): Zavalla (km 774-775), Pérez (km 783-786) y Rosario (km 789-795)

## Historia
El 3 de septiembre de 1935 la Dirección Nacional de Vialidad difundió su primer esquema de numeración de rutas nacionales. Al camino entre Bahía Blanca y La Banda, en la provincia de Santiago del Estero, pasando por Rosario y Rafaela, ambas ciudades en la Provincia de Santa Fe, le correspondió la designación Ruta Nacional 33.
En 1943 el ente vial nacional decidió hacer un cambio parcial a la numeración de las rutas nacionales, por lo que el tramo entre Rosario y La Banda, junto con otras rutas que llegaban hasta el límite con la vecina República de Bolivia, conformaron la Ruta Nacional 34.
El 2 de septiembre de 1957 la Dirección Nacional de Vialidad y su par de la Provincia de Buenos Aires firmaron un convenio por el cual la primera repartición pública se comprometía a pavimentar el tramo de Tornquist a Pigüé, mientras que la segunda debía pavimentar el tramo de Pigüé a Guaminí y los accesos a las diferentes localidades.[cita requerida] El convenio también indicaba que la Provincia de Buenos Aires debería construir el camino entre Guaminí a General Villegas en una segunda etapa.
La obra para pavimentar el tramo de Pigüé a Guaminí finalizó en 1964.
El tramo entre Guaminí y Rivadavia se dividió en tres secciones para su construcción, completándose el primero de ellos en 1967.
Para la apertura de traza y pavimentación del tramo entre Rivadavia y General Villegas el recorrido se dividió en dos secciones.
El 3 de septiembre de 2008 la Dirección Nacional de Vialidad y la Comuna de Bahía Blanca firmaron un convenio por el que la primera le cedió el tramo urbano de 8 km de la ruta entre la Plaza Rivadavia y la rotonda Sesquicentenario. De esta manera se modificó la traza de los primeros 8 km de esta ruta para ubicarla en la Avenida de Circunvalación de Bahía Blanca, comenzando en la intersección con Ruta Nacional 3.
En 2016 la gobernador María Eugenia Vidal anunció la transformación de la ruta en autopista. Su finalización estaba programada para el 9 de febrero de 2020. Sin embargo, el titular de Vialidad Nacional del distrito denunció que para esa fecha sólo estaba ejecutada el 18% de la obra y que el estado debía 131 millones de pesos a las empresas a cargo de la obra, una de ellas aportantes a la campaña electoral de la gobernadora en 2015. En 2022 Vialidad Nacional concretó la adjudicación de obra para la repavimentación integral de la Ruta Nacional 33, entre las localidades bonaerenses de General Villegas y Rufino, en Santa Fe, comenzando los trabajos meses después lo mismo con la autopista Rufino Rosario.

## Recorrido
A continuación, se presenta un mapa esquemático de las principales intersecciones con otras carreteras y ferrocarriles.
| STRq | TEEa | STRq |  |  |

|  | SKRZ-GBUE |  | exlDAMPF |  |

| exSTRq | MWNODE | STRq |  |  |

| exSTRq | ABZgr+r |  |  |  |

| exCONTgq | MWNODE | STR+r |  |  |

| CONTf | STR |  |

|  | STR |

| exSTRq | TEEeq |  |

|  | STR |

| exSTRq | KRZ+r | STRq |

| STRq | ABZgr+r |  |

| WASSERq | hKRZWae | WASSERq |

|  | STR |

| exSTRq | KRZ | exSTRq |

|  | STR |

| WASSERq | hKRZWae | WASSERq |

| WASSERq | hKRZWae | WASSERq |

| WASSERq | hKRZWae | WASSERq |

| WASSERq | hKRZWae | WASSERq |

| exSTRq | ABZgr+r |  |

|  | STR |

| exlDAMPF |  | SKRZ-GBUE |  |  |

|  | ABZgl+l | exSTRq |

|  | STR |

| exSTRq | RMIdo |  |

| STRq | MWNODE | STRq |

|  | STR |

| WASSERq | hKRZWae | WASSERq |

|  | STR |

| exSTRq | KRZl+l | exSTRq |

|  | STR |

| WASSERq | hKRZWae | WASSERq |

| STRq | KRZlr+lr | STRq |

|  | STR |

| WASSERq | hKRZWae | WASSERq |

| ABZl+l | MWNODE | exSTRq |

|  | STR |

|  | SKRZ-Go |

| exSTRq | TEEeq |  |

|  | STR |

|  | TEEaq | STRq |

|  | STR |

| exSTRq | ABZgr+r |  |

|  | eBUE |

| exSTRq | ABZgr+r |  |

|  | STR |

|  | eBUE |

| exSTRq | ABZgr+r |  |

|  | STR |

|  | eBUE |

| exSTRq | KRZlr+lr | exSTRq |

|  | STR |

| STRq | MWNODE | STRq |

| exSTRq | ABZgr+r |  |

| exlDAMPF |  | SKRZ-GBUE |  |  |

|  | STR |

| WASSERq | hKRZWae | WASSERq |

|  | STR |

|  | ABZgl+l | exSTRq |

|  | STR |

| exSTRq | TEEeq |  |

| exSTRq | TEEeq |  |

| exlDAMPF |  | SKRZ-GBUE |  |  |

| STRq | KRZlr+lr | STRq |

|  | STR |

|  | eBUE |

|  | STR |

| STRq | ABZgr+r |  |

| STRq | KRZlr+lr | STRq |

|  | ABZgl+l | exSTRq |

| exlDAMPF |  | SKRZ-GBUE |  |  |

|  | STR |

|  | TEEaq | exSTRq |

|  | eBUE |

| exSTRq | ABZgr+r |  |

|  | STR |

|  | TEEaq | exSTRq |

|  | STR |

|  | STR |

| GRZq | STR+GRZq | GRZq |

|  | STR |

| GRZq | STR+GRZq | GRZq |

|  | STR |

|  | STR |

| STRq | MWNODE | STRq |

|  | ABZgl+l | exSTRq |

| lDAMPF |  | SKRZ-GBUE |  |  |

| exlDAMPF |  | SKRZ-GBUE |  |  |

|  | STR |

| exSTRq | ABZgr+r |  |

| exSTRq | TEEeq |  |

|  | STR |

| STRq | ABZgr+r |  |

|  | STR |

| exlDAMPF |  | SKRZ-GBUE |  |  |

|  | STR |

| STRq | MWNODE | STRq |

| exSTRq | ABZgr+r |  |

| exSTRq | KRZ | exSTRq |

|  | GRENZE |

|  | STR |

| exlDAMPF |  | SKRZ-GBUE |  |  |

|  | TEEaq | STRq |

| STRq | ABZgr+r |  |

|  | STR |

| STRq | ABZgr+r |  |

|  | STR |

| STRq | ABZgr+r |  |

|  | STR |

| WASSERq | hKRZWae | WASSERq |

|  | STR |

|  | ABZgl+l | STRq |

| STRq | ABZgr+r |  |

| exlDAMPF |  | SKRZ-GBUE |  |  |

|  | STR |

| WASSERq | hKRZWae | WASSERq |

|  | STR |

| exlDAMPF |  | SKRZ-GBUE |  |  |

|  | STR |

| STRq | MWNODEl |  |

|  | RMIhuaq | STRq |

|  | STR |

|  | ABZgl+l | STRq |

|  | SKRZ-GBUE |

| STRq | KRZ | STRq |

| exSTRq | KRZlr+lr | exSTRq |

| WASSERq | hKRZWae | WASSERq |

|  | GRENZE |

|  | STR |

| RMq | RMIcu | RMq |

|  | STR |

| exlDAMPF |  | SKRZ-GBUE |  |  |

| exlDAMPF |  | SKRZ-GBUE |  |  |

| STRq | MWNODEl |  |

| exlDAMPF |  | SKRZ-GBUE |  |  |

| exlDAMPF |  | SKRZ-Gu |  |  |

| lDAMPF |  | SKRZ-GBUE |  |  |

| exSTRq | RMKRZ | exSTRq |

| RMq | RMIdu | RMq |

|  | RM |

## Gestión
En 1990 se concesionaron con cobro de peaje las rutas más transitadas del país, dividiéndose éstas en Corredores Viales.
De esta manera, en este año la empresa Servicios Viales se hizo cargo del Corredor Vial número 9, que incluye la Ruta 33 entre los km 535 y 768, desde el empalme con la Ruta Nacional 7 en Rufino hasta el enlace con la Ruta Nacional A012 en Zavalla, instalando peajes en Venado Tuerto (km 637) y Casilda (km 750).
En 2003 se vencían los contratos de concesión de los Corredores Viales, por lo que se modificó la numeración de los corredores viales y se llamó a nueva licitación.
El Corredor Vial número 4 está concesionado a la empresa Caminos de América e incluye la ruta 33 en el mismo tramo que en la concesión anterior.
En 2010 se realizó un nuevo proceso licitatorio de los contratos de concesión de los Corredores Viales. El tramo de la Ruta Nacional 33 comprendido entre la RN7, localidad de Rufino y la A012, quedó comprendido en el Corredor Vial N.º 8.
El tramo entre Bahía Blanca y el empalme con la Ruta Nacional 5 en Trenque Lauquen se encuentra desde 1995 en el Corredor Vial 31, bajo el sistema de concesión con financiamiento privado, es decir, sin peaje. La fecha de finalización del contrato es en 2008.
El resto del trazado de la Ruta Nacional 33 corresponde a las mallas 215, 216A y 216B del sistema de contratos de recuperación y mantenimiento (C.Re.Ma.)